# Terremoto de Colima de 1771
El Terremoto de Colima de 1771 ocurrió en 1771, calculándose una magnitud de 6.5 aproximada en la escala de richter. Éste terremoto está relacionado con una erupción volcánica en el estado. 